# Matematik – specialisering
Svenska gymnasiala matematikkurser
- Matematik A ≈ Matematik 1
- Matematik B ≈ Matematik 2
- Matematik C ≈ Matematik 3
- Matematik D ≈ Matematik 3c
- Matematik E ≈ Matematik 4
- Matematik – diskret
- Matematik – breddning
- Matematik – specialisering

Matematik – specialisering är en 100-poängskurs på gymnasieskolan i Sverige. Den är inte ett kärnämne och är inte obligatorisk på något nationellt program. Till skillnad från andra matematikkurser på gymnasiet har Matematik Specialisering inte lika bestämt innehåll. Kursen ska enligt riktlinjer från Skolverket behandla ett eller flera övergripande matematikområden. Det är upp till kursledaren att bestämma vilka områden som ska studeras, och det bestäms ofta av eleverna själva. Innan Gy 2011 hette kursen Matematik – breddning. 
Exempel på innehåll i kursen är räkning med vektorer, matriser och derivator på funktioner med flera variabler. Matematik  – specialisering ska även behandla problemlösning utifrån tre centrala aspekter:
- Strategier för matematisk problemlösning inklusive användning av digitala medier och verktyg.
- Hur matematiken kan användas som verktyg i behandlingen av omfångsrika problemsituationer i karaktärsämnena. Matematikens möjligheter och begränsningar i dessa situationer.
- Matematiska problem med anknytning till matematikens kulturhistoria.